# Мартина Моравцова
Мартина Моравцова (на словашки: Martina Moravcova; родена на 16 януари 1976 г. в Пиещяни, Словакия) е словашка плувкиня.
Тя е двукратна сребърна медалистка от Олимпийските игри в Сидни, многократен медалист от световни и европейски първенства по плуване. Участва в 5 летни Олимпийски игри (1992 – 2008). Специализира в свободен стил и бътерфай. Състезава се за клубовете „Купеле“ (Словакия) и „Далас Мустангс“ (САЩ).

## Кариера
Дебютът на Мартина Моравцова на международни състезания е през 1991 г., тогава все още като част от чехословашкия отбор. Печели първия си медал през 1993 г. – сребро на европейското първенство в Шефилд. На Олимпийски игри дебютира през 1992 г. в Барселона, където не се представя добре и остава без медал. Най-успешната олимпиада в кариерата ѝ е тази в Сидни през 2000 г., в която печели два сребърни медала, на 100 метра бътерфлай и 200 метра свободен стил.
През 1999 г. Моравцова е обявена от Националната колегия на спортните асоциации за плувкиня на годината.
Мартина учи в гимназията Пиер дьо Кубертен (в Пиещяни), Икономическия университет в Братислава и Южния методистки университет (Далас).
През 2003 г. е публикувана автобиографията ѝ, Martina s rodokmeňom evy.
Наградена е с орден „Людовит Щур“ – II степен (2001 г.), медал на Президента на Словашката република, наградата „Кристално крило“.

## Лични рекорди
- 100 метра бътерфлай: 57,20
  - в малък басейн: 56,55
- 100 метра свободен стил: 54,45
  - в малък басейн: 52,96
- 200 метра свободен стил: 1:58,32
  - в малък басейн: 1:54,74
- 100 метра съчетано плуване в малък басейн: 59,71
- 200 метра съчетано плуване: 2:14,26
  - в малък басейн: 2:08,55